# Biró Gábor (festő)
Biró Gábor (Székelyudvarhely, 1955. október 10. –) erdélyi magyar festőművész, restaurátor.

## Életpályája
1980-ban végzett a kolozsvári Ioan Andreescu Képzőművészeti Intézet festészet szakán.

## Egyéni kiállításai
- 1977 Kolozsvár Mátyás Ház
- 1984 Sepsiszentgyörgy
- 1985 Székelyudvarhely
- 1987 Gyergyószentmiklós
- 1989 Csíkszereda
- 1989 Sepsiszentgyörgy
- 1990 Székelyudvarhely, Haáz Rezső Múzeum
- 1991 Székelyudvarhely, Haáz Rezső Múzeum
- 1992 Székelyudvarhely, Haáz Rezső Múzeum
- 1993 Kolozsvár, Korunk Galéria
- 1994 Székelyudvarhely, Haáz Rezső Múzeum
- 1995 Székelyudvarhelyi, Képtár Pince
- 1996 Budapest, Parlament Galéria
- 1997 Székelyudvarhely, Haáz Rezső Múzeum
- 1997 Győr, Városi Képtár
- 2000 Székelyudvarhely, Haáz Rezső Múzeum
- 2006 Gyergyószentmiklós, Tarisznyás Márton Múzeum
- 2007 Csíkszereda, Kortárs Képzőművészeti Múzeum és Galéria
- 2008 Székelyudvarhely, Haáz Rezső Múzeum
- 2010 Székelyudvarhely, G.Café
- 2012 Székelyudvarhely, Városi Könyvtár (Kicsi székek)

## Csoportos kiállításai
- 1980 Bukarest, „Expozitia Tinerilor Absolventi”
- 1988 Nagybánya, „Atelier 35”
- 1989 Marosvásárhely, „Atelier 35”
- 1991 Sepsiszentgyörgy, „Medium 2”
- 1991 Budapest, „Art Expo”
- 1994 Sepsiszentgyörgy, „Medium 3”
- 1997 Székelyudvarhely, Ugron-kúria, Udvar csoport
- 1998 Pilisborosjenő, Udvar csoport
- 1999 Székelyudvarhely, Ugron-kúria, Udvar csoport
- 1999 Bukarest, „Centrul Cultural al Republicii Ungare”, Udvar csoport
- 1999 Székelyudvarhely, Képtár-padlásterem, Udvar csoport
- 2011 Székelyudvarhely, Termés 2011, Haáz Rezső Múzeum
- 2012 Székelyudvarhely, Termés 2012, Haáz Rezső Múzeum
- 2012 Sepsiszentgyörgy, Grafikai biennálé

## Alkotótáborok
- 1986 Nagybánya
- 1986 Gyergyószárhegy
- 1988-1996 Homoródszentmárton
- 1991-1995 Makó
- 1995-1996 Miskolc
- 1996 Gyergyószárhegy
- 1997 Győr
- 1997-2012 Makó
- 1999 Lendva
- 2000 Gyergyószárhegy
- 2010-2011 Bálványos

## Díjai, elismerései
- 2011 – Magyar Köztársasági Érdemrend lovagkeresztje (polgári tagozata)[1]